# Palais du Parlement de Finlande
Le palais du Parlement de Finlande (en finnois : Eduskuntatalo, en suédois : Riksdagshuset) est un bâtiment d'Helsinki accueillant le siège du Parlement de Finlande, la chambre monocamérale de Finlande.

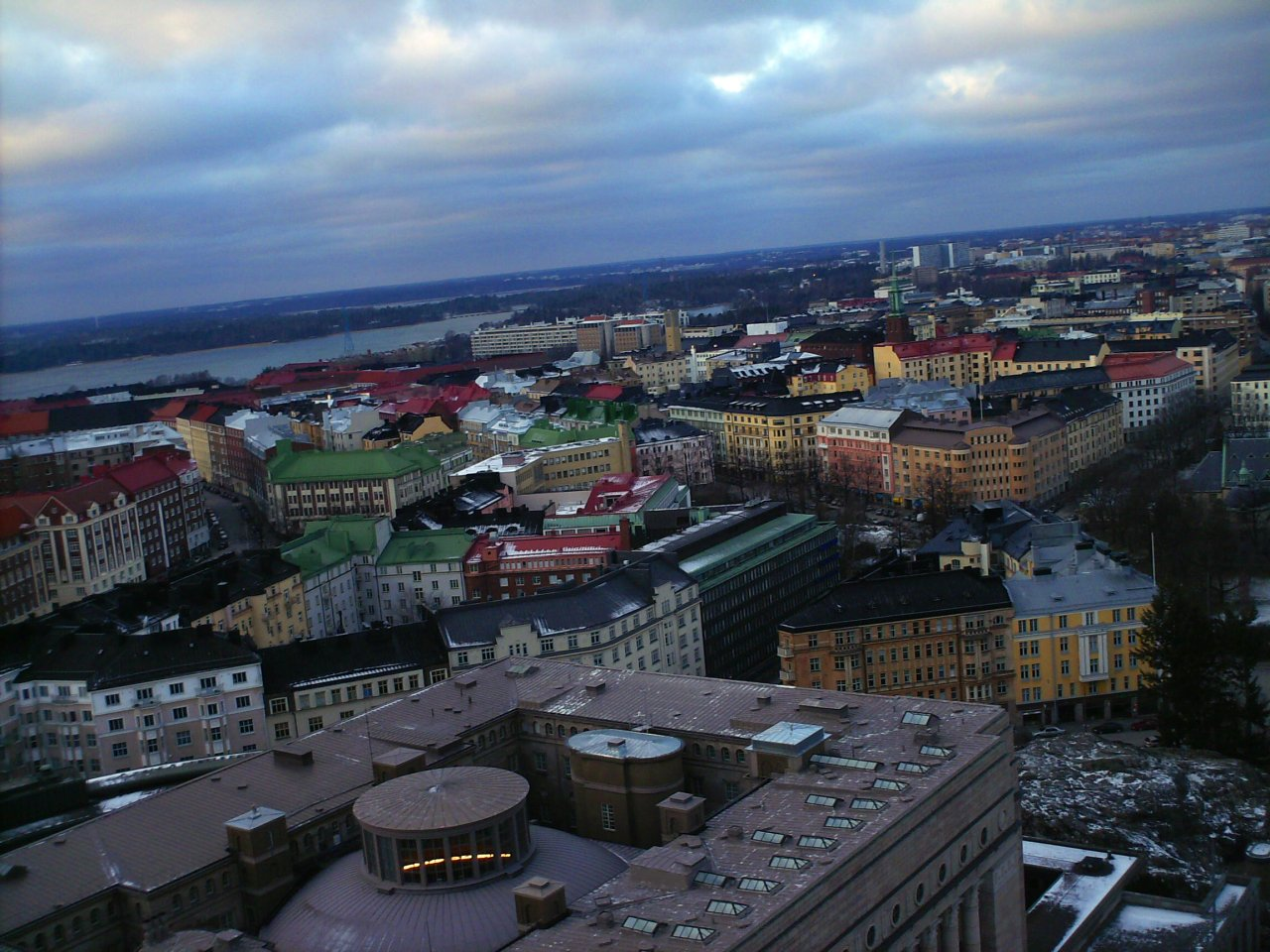
Vue aérienne du Parlement de Finlande.

## Histoire
Le Parlement de Finlande, créée par la réforme de 1907, siégeait auparavant au palais des États, dans le centre d'Helsinki. Cependant, le bâtiment s'étant révélé trop petit pour accueillir tous les membres du nouveau parlement, un concours fut organisé dès 1908 pour construire un nouveau bâtiment. L'architecte Eliel Saarinen l'emporta, mais son projet fut rejeté par l'empereur (la Finlande faisant à l'époque partie de l'Empire russe).
Après l'indépendance, une deuxième concours fut organisée pour choisir le site d'un nouveau bâtiment à vocation parlementaire. Arkadianmäki, une colline située à proximité de l'avenue Mannerheim, fut finalement retenue comme site du nouveau bâtiment. En 1924, le cabinet de Borg–Sirén–Åberg fut retenu avec sa proposition, baptisée Oratoribus, un terme latin signifiant pour les orateurs. Le principal responsable de ce projet, Johan Sigfrid Sirén (1889–1961), se vit attribuer la tâche de dessiner le bâtiment. Il fut construit à partir de 1926 et finalement inauguré officiellement le 7 mars 1931.
Depuis lors, en particulier durant la Guerre d'hiver et la Seconde Guerre mondiale, il a été la scène de moments-clés de la vie politique finlandaise.
Le palais est protégé depuis 1980 et a fait l'objet de restaurations durant cette décennie. En avril 2019, le palais est de nouveau en rénovation.

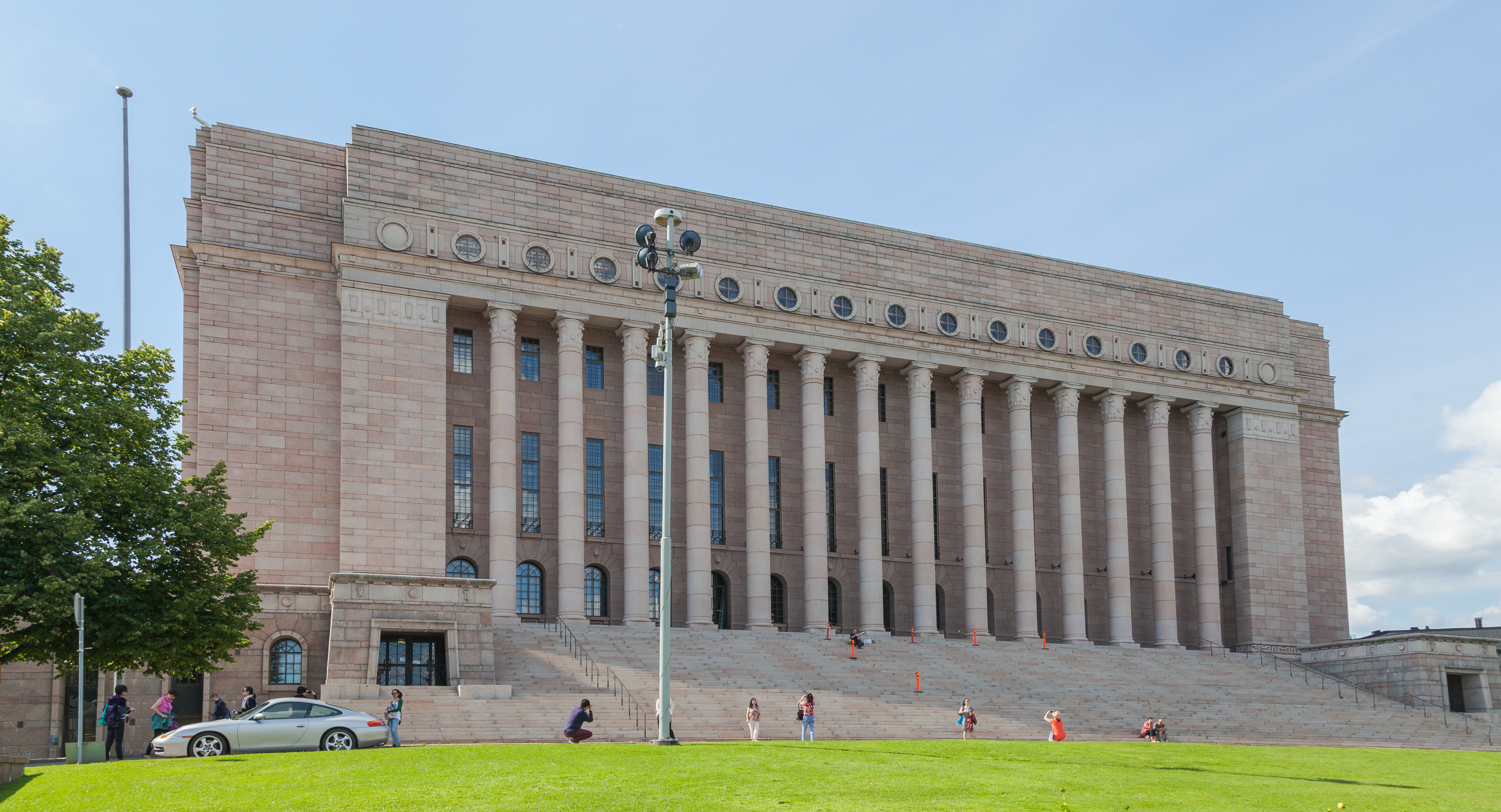
Le Parlement de Finlande.

## Architecture
Le palais du Parlement de Finlande est dessiné selon le style classique nordique apparu dans les années 1920. L'extérieur est construit en granit de Kalvola, aux teintes rouges. La façade est dotée d'un portique comprenant quatorze colonnes d'ordre corinthien. Des rangées de fenêtres et des alternances entre textures lisses et rugueuses viennent briser la monotonies des lignes classiques de la façade. L'escalier monumental compte 46 marches,.
Le bâtiment s'étend de manière symétrique autour de la salle plénière, qui est circulaire et bénéficie d'un éclairage naturel grâce au dôme qui la surplombe. Il comporte 5 étages, reliés par des escaliers de marbre et des ascenseurs, et ayant chacun une fonction différente (cafétéria, accueil des diplomates, commissions...).
Il fut complété par une annexe en 1978, en forme de demi-cercle, sur l'arrière du bâtiment. Cette annexe contient notamment la bibliothèque et les archives du parlement, ainsi que des bureaux pour les membres du parlement,.
En 2004, un nouveau bâtiment, baptisé le petit parlement, fut inauguré sur le côté sud du palais du Parlement.
L'ensemble des bâtiments est relié par un complexe souterrain.
L'une des pièces, la salle grise, est réservée aux membres féminins du parlement. Ce sont l'architecte Elsa Arokallio et l'artiste Maija Kansanen qui ont conçu la décoration originelle de cette pièce. Lors de la rénovation des années 1980, l'artiste Irma Kukkasjärvi s'en est inspiré pour créer de nouvelles tentures et un nouvel environnement textile.

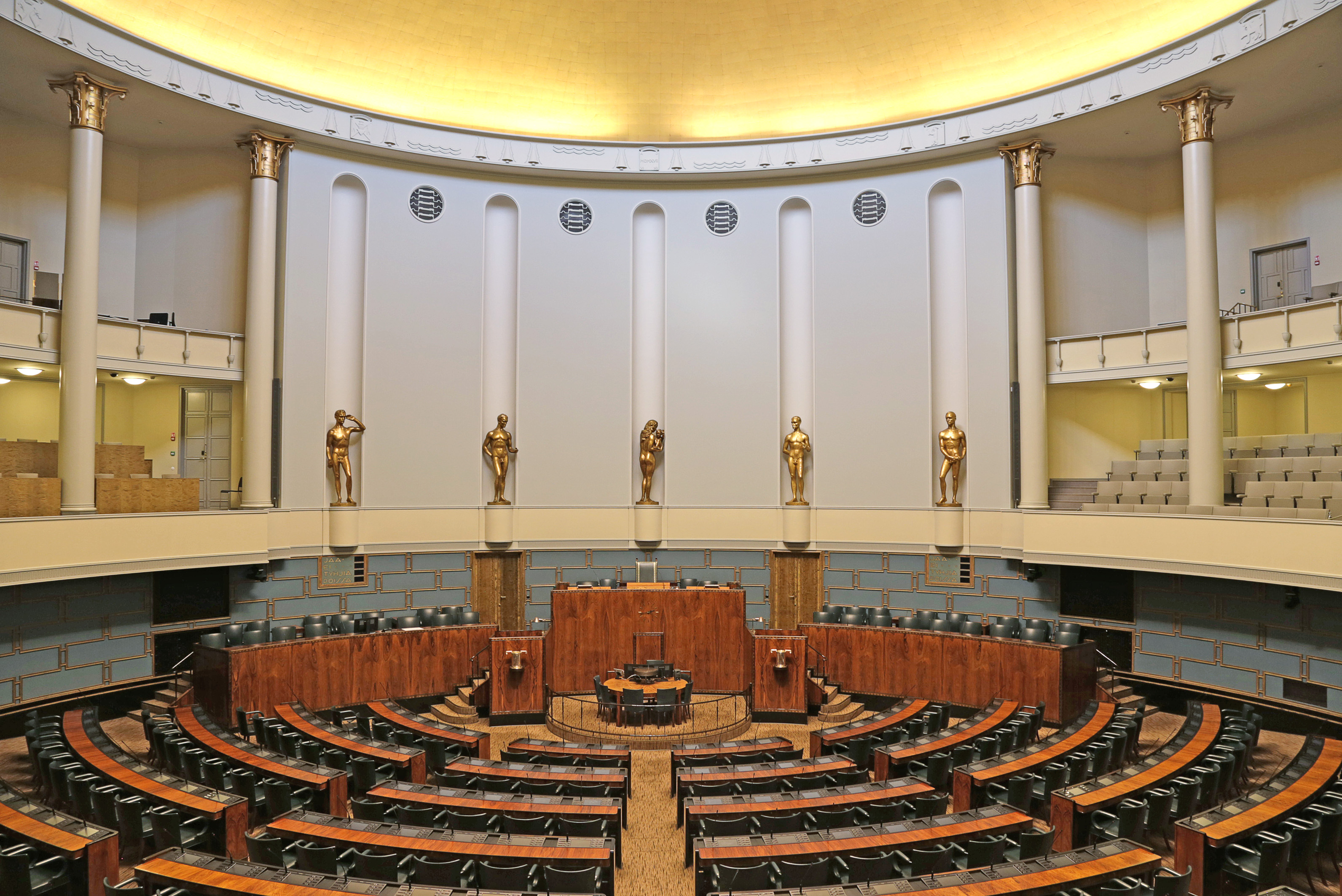
Salle plénière du Parlement de Finlande.

## Mobilier et œuvres d'art
Le mobilier fut fabriqué spécifiquement pour l'Eduskunta par de jeunes designers finlandais, sous la direction de Sirén lui-même (Arttu Brummer, Werner West, Elsa Arokallio, Birger Hahl, Rafael Blomstedt, Arvo Muroma, Hugo Borgström et Elna Kiljander). Les styles varient d'une pièce à l'autre, du plus moderne au plus bourgeois, formant un ensemble éclectique qui symbolise la Finlande dans son ensemble. Les meubles sont fabriqués notamment à partir de bouleau, palissandre, chêne et noyer,.
Les éclairages furent conçus par Sirén et produits en Finlande même.
Les œuvres d'art qui décorent le bâtiment ont également été conçues de manière à s'intégrer dans l'architecture, et ont été réalisées par des artistes finlandais, notamment le sculpteur Gunnar Finne, mais aussi les sculpteurs Johannes Haapasalo, Carl Wilhelms, Hannes Autere, et le peintre Bruno Tuukkanen.

## Statues extérieures
Les statues de Pehr Evind Svinhufvud et Kaarlo Juho Ståhlberg, sculptées par Wäinö Aaltonen, sont placées sur les côtés opposés de la pelouse devant le Parlement le long de Mannerheimintie, Pehr Evind Svinhufvud à l'extrémité sud et Kaarlo Juho Ståhlberg à l'extrémité nord.
La statue de Kyösti Kallio, sculptée par Kalervo Kallio, est érigée dans le parc Eduskuntapuisto au nord du palais.

## Visites
Il est possible de réserver une visite guidée pour les groupes. On peut également assister à une session plénière depuis les galeries.